# Bintingerode
Koordinaten: 51° 54′ 49,3″ N, 10° 38′ 22,7″ O
Bintingerode ist eine Wüstung auf dem Gebiet der Stadt Bad Harzburg in Niedersachsen.

## Geografie
Die Wüstung befindet sich im Schimmerwald auf Bad Harzburger Gebiet zwischen Eckertal im Süden, Abbenrode im Norden und Bettingerode im Westen am Ufer der Ecker. In einem Vergleich zwischen Heinrich II., dem Herzog des Fürstentums Braunschweig-Wolfenbüttel, und dem Stift Halberstadt wird 1535 beschrieben: „[...] auf einem Hügel, da eine Kapelle soll gestanden senn, Bintingerode genannt“.

## Geschichte
Bintingerode wurde am 2. Mai 1110 als Puerinnenroth in einer Urkunde des Bischofs Reinhard von Halberstadt erwähnt. Weitere Namen sind 1459 Buntingerode und 1578 Bintingerode. Der Ort wurde vor 1506 aufgegeben.
Bintingerode bildete mit Halbertingerode (auch als das „halbe Dorf“ bezeichnet) eine geografische und politische Einheit.
Etwa einen Jahrhundert nach Wüstfallen der Ortschaft wurde in der Nähe der Altfelder Krug errichtet.